# Naturns
Naturns (wł. Naturno) – miejscowość i gmina we Włoszech, w regionie Trydent-Górna Adyga, w prowincji Bolzano.
Liczba mieszkańców gminy wynosiła 5440 (dane z roku 2009). Język niemiecki jest językiem ojczystym dla 97,07%, włoski dla 2,89%, a ladyński dla 0,04% mieszkańców (2001).

## Miasta partnerskie
- Axams
- Rhein-Pfalz-Kreis